# Орановски пролом
Орановският пролом е пролом на река Струма (7-и по ред по течението ѝ) в Западна България, между източните склонове на планината Влахина на запад, и най-югозападните склонове на Рила на изток в Община Благоевград и Община Симитли, област Благоевград. Свързва Благоевградската котловина на север със Симитлийската котловина на юг.
Проломът е с епигенетичен произход и е всечен в масивен скален праг. Дължината му е около 8 km, а средната му надморска височина – около 300 m. Характерен е с развитието на средновисоки надзаливни тераси, припокрити с пролувиални кънусни материали.
Започва южно от град Благоевград на 310 m н.в. и се насочва на юг. След около 9 km, в района на село Железница е средата му и тук надморската височина е около 300 m. В този участък река Струма прави три забележителни меандри. Северно от град Симитли, при квартал Ораново излиза от пролома на 294 m н.в. и навлиза в северната част на Симитлийската котловина.
По цялото протежение на пролома, от север на юг, на протежение от 8,3 km преминава участък от първокласния Републикански път I-1 Видин – Враца – София – Благоевград – ГКПП Кулата - Промахон (от km 371,5 до km 379,2). Северно от село Железница, в района на мендрите на Струма шосето преминава през тунел дълъг 380 m.
Успоредно на шосето през пролома преминава и участък от около 8 km от трасето на жп линията София – Благоевград – Кулата.

## Топографска карта
- Лист от карта K-34-83. Мащаб: 1 : 100 000.